# Serge Baudo
Serge Baudo (Marsiglia, 16 luglio 1927) è un direttore d'orchestra francese, figlio dell'oboista Etienne Baudo e nipote del violoncellista Paul Tortelier.

## Biografia
Ha cominciato l'attività come compositore, e ha composto diverse musiche da film (esempio con Louis Malle).
Ha iniziato come direttore dell'orchestra della Radio di Nizza, dal 1959 al 1962 ed è in questo periodo che Herbert von Karajan lo volle come direttore al Teatro alla Scala di Milano per dirigere l'opera Pelléas et Mélisande.
Il primo importante incarico l'ha avuto tra il 1962 e 1965 come direttore dell'Opera di Parigi, è inoltre diventato direttore dell'orchestra Philharmonic Rhòne-Alpes, fino all'orchestra National di Lione dal 1971 al 1987. 
In questo periodo ha effettuato tournée in tutto il mondo.
Al Teatro alla Scala di Milano nel 1962 dirige Pelléas et Mélisande (opera) nella prima con Eberhard Waechter, Nicola Zaccaria e Hilde Güden per la regia di Herbert von Karajan nell'edizione dello Staatsoper di Vienna.
Al Grand Théâtre di Ginevra nel 1966 dirige La mère coupable di Darius Milhaud con Louis Quilico e José van Dam, nel 1967 La damnation de Faust e nel 1969 Platée.
Al Teatro Verdi (Trieste) nel 1966 dirige Pelléas et Mélisande.
Al Wiener Staatsoper debutta nel 1967 dirigendo Pelléas et Mélisande, nel 1968 Lady Macbeth del Distretto di Mcensk con Anton Dermota ed Inge Borkh, nel 1969 Faust con Nicolai Gedda e Cesare Siepi e Carmen (opera) con Plácido Domingo e nel 1971 Manon (Massenet) con Giacomo Aragall e Wladimiro Ganzarolli.
Al Metropolitan Opera House di New York debutta nel 1970 con Les contes d'Hoffmann con Gedda, Reri Grist, Rosalind Elias, Frederica von Stade, Charles Anthony Caruso e Paul Plishka, nel 1971 Samson et Dalila con Richard Tucker e Grace Bumbry e nel 1973 Madama Butterfly con Leontyne Price e Rigoletto con Louis Quilico, Mady Mesplé ed Enrico Di Giuseppe.
Durante il periodo di Lione (1979) ha fondato il Festival Berlioz per migliore la conoscenza dell'opera di Berlioz.
Al Teatro La Fenice di Venezia nel 1986 dirige due concerti.
All'Opéra municipal de Marseille nel 1989 dirige Don Juan de Mañara di Henri Tomasi, nel 1991 Peter Grimes (Britten) ed un concerto, nel 1992 un concerto con Ivo Pogorelich, nel 1993 Montségur di Marcel Landowski ed un concerto, nel 1994 Salomè (opera) con Gwyneth Jones e Leonie Rysanek ed un concerto, nel 1995 Pelléas et Mélisande con van Dam e Nathalie Stutzmann ed un concerto, nel 1996 Das Rheingold e Die Walküre.
All'Opéra National de Paris nel 1994 dirige Carmen con Alida Ferrarini e Gino Quilico.
Baudo è stato il direttore principale dell'orchestra sinfonica di Praga, nel periodo 2001-2006. 
Altro importante lavoro con l'orchestra ceca è stato l'incisione completa delle sinfonie di Arthur Honegger. 
Ha eseguito anche registrazioni con l'Orchestre de Paris, l'Orchestra National di Lione, la London Philharmonic. 
È stato ospite a Lipsia, Bruxelles, Berlino, a Lugano (come direttore ospite dell'Orchestra della Svizzera italiana, dal 1997 al 2000) ed a Praga con l'Orchestra Sinfonica di Praga.
Nel 2013 dirige I dialoghi delle Carmelitane (opera) all'Opera di Tolone.

## Discografia parziale
- Canteloube: Chants d'Auvergne, Chant de France, Triptyque - Orchestre national de Lille/Serge Baudo/Véronique Gens, 2007 Naxos
- Debussy: Prélude a l'apres-midi d´un faun, Images, Jeux - poeme dansé, Dances for Harp and String Orchestra - Czech Philharmonic Orchestra/Serge Baudo, 2000 Supraphon
- Honegger: Symphonies Nos 1-5, Pacific 231, Mouvement symphonique No. 3 - Czech Philharmonic Orchestra/Serge Baudo, 1991 Supraphon
- Albert Roussel: The Spider's Feast, Opus 17/Concerto for piano and orchestra, Opus 36 - Cento Soli Orchestra of Paris/Rudolf Albert/Serge Baudo/Claude Helffer, 2012 Global Village
- Sonata for Clarinet & Piano - Concerts Lamoureux Orchestra/Serge Baudo/Jacques Fevrier, 2011 Mastercorp
- Pelléas et Mélisande - Czech Philharmonic Orchestra/Serge Baudo, 2007 Supraphon